# Ghidorah, the Three-Headed Monster
Ghidorah, the Three-Headed Monster (Japanse titel: San Daikaijū: Chikyū Saidai no Kessen (三大怪獣　地球最大の決戦, te vertalen als "Drie gigantische monsters: De grootste strijd op aarde") is een Japanse Kaijufilm, en de 5e van de Godzillafilms. De film werd geregisseerd door Ishiro Honda.
Dit was de eerste Godzillafilm waarin Godzilla een heldenrol speelde in plaats van de schurk.

## Verhaal
In 1964 wordt een prinses uit Selgina, een klein land in de Himalaya, bezeten door een Venusiaan. Ze ontsnapt uit een vliegtuig kort voordat dit ontploft. Op datzelfde moment stort een meteoor op aarde neer met aan boord het driekoppige monster King Ghidorah. Dit monster was verantwoordelijk voor de vernietiging van de thuisplaneet van de venusiaan.
In Japan ontwaken zowel Godzilla als Rodan uit een diepe slaap. De twee vallen niet alleen Japan aan, maar ook elkaar. Mothra, samen met haar twee priesteressen, probeert de monsters uit elkaar te drijven en ze te overtuigen om gezamenlijk de echte vijand te verslaan, Ghidorah.
In de rest van de film wordt de prinses opgejaagd door een groep huurmoordenaar die haar willen ombrengen om haar thuisland over te nemen. Een voor een worden ze echter zelf gedood, de laatste door Ghidorah. Daarna bevechten Godzilla, Rodan en Mothra gezamenlijk Ghidorah, en kunnen hem van de aarde verdrijven.

## Rolverdeling
| Acteur            | Personage                             |
| ----------------- | ------------------------------------- |
| Yosuke Natsuki    | Detective Shindo                      |
| Yuriko Hoshi      | Naoko Shindo                          |
| Hiroshi Koizumi   | Professor Miura                       |
| Akiko Wakabayashi | Mas Selina Salno, Princess of Sergina |
| Emi Ito           | Shobijin (Twin Fairy)                 |
| Yûmi Ito          | Shobijin (Twin Fairy)                 |
| Takashi Shimura   | Dr. Tsukamoto                         |
| Akihiko Hirata    | Chief Detective Okita                 |
| Hisaya Ito        | Malmess, Chief Assassin               |
| Minoru Takada     | Prime Minister                        |
| Senshô Matsumoto  | Alien Expert                          |

## Achtergrond

### Amerikaanse uitgave
De Engelstalige versie van de film werd uitgebracht in Amerika in september 1965 door Walter Reade-Sterling. Verschillende aanpassingen werden aangebracht in de Amerikaanse versie, waaronder:
- Veel van Akira Ifukubes muziek werd weggelaten.
- Ghidorahs naam werd veranderd naar Ghidrah.
- In de Amerikaanse versie verwoestte Ghidorah eerst Mars en niet Venus.
- De Amerikaanse versie is zeven minuten korter.

### Ontvangst
De film werd redelijk goed ontvangen. In Japan werden voor de film 4,320,000 kaartjes verkocht.

### Alternatieve titels
- Earth's Greatest Battle
- Ghidorah, the Three-Headed Monster
- Ghidrah
- Ghidrah, the Three-Headed Monster (VS)
- Gojira Mosura Kingu Gidora: chikyu saidai no kessen (Japan)
- Monster of Monsters, Ghidorah
- The Biggest Battle on Earth
- The Biggest Fight on Earth
- The Greatest Battle on Earth
- The Greatest Fight on Earth
- Three Giant Monsters: The Earth's Greatest Decisive Battle

## Trivia
- Deze film betekende het debuut van King Ghidorah, die in latere films een van Godzilla’s bekendste tegenstanders zou worden.
- Dit was Rodans tweede film. Hij deed ook al mee in de gelijknamige film uit 1956.
- Godzilla gebruikt in de film niet zijn atoomstraal tegen King Ghidorah, hoewel de filmposter suggereert dat hij dit wel zou doen.